# Eliseo Subiela
Eliseo Subiela est un réalisateur et scénariste argentin, né le 27 décembre 1944 à Buenos Aires et mort le 25 décembre 2016 à San Isidro (province de Buenos Aires).

## Biographie
Après une enfance triste dans le quartier portègne de Palermo auprès de deux parents malades, Eliseo Subiela étudie l'aviation. Il est membre de la Jeunesse péroniste et des Montoneros.
Eliseo Subiela se tourne finalement vers la réalisation : il assiste Leonardo Favio sur le tournage de Crónica de un niño solo, participe avec Pino Solanas et Octavio Getino au projet avorté Argentina, mayo del 1969: los caminos de la liberación, et réalise des publicités. C’est un auteur essentiel du cinéma argentin des années 1980 et 1990, réalisant notamment les classiques Homme regardant au sud-est et Le Côté obscur du cœur.
Régulièrement sélectionné et primé dans les festivals de cinéma internationaux (Saint-Sébastien, Berlin, La Havane…), récompensé par de nombreux Condors d’argent ainsi que par la fondation Konex, Eliseo Subiela est nommé Chevalier de l’ordre des Arts et des Lettres de la République française en 1990 et membre honoraire de l’Academia de las artes y las ciencias cinematográficas de España en 1995. En 2005, il obtient une bourse de la fondation Guggenheim.
Eliseo Subiela a eu trois enfants avec Mora Moglia : Guadalupe, Eliseo Ignacio et Santiago.

## Filmographie
- 1981 : La conquista del paraíso
- 1986 : Homme regardant au sud-est (Hombre mirando al sudeste)
- 1989 : Últimas imágenes del naufragio
- 1992 : Le Côté obscur du cœur (El lado oscuro del corazón)
- 1995 : Tu ne mourras pas sans me dire où tu vas (No te mueras sin decirme adónde vas)
- 1996 : Despabílate amor
- 1997 : Pequeños milagros
- 2000 : Las aventuras de Dios
- 2001 : El lado oscuro del corazón 2
- 2005 : Lifting de corazón
- 2007 : El resultado del amor
- 2008 : L'Initiation d'Eloy (No mires para abajo)
- 2012 : Rehén de ilusiones
- 2012 : Paisajes devorados